# 莱坎
莱坎（法語：Lesquin，法語發音：[lekɛ̃]）是法国上法蘭西大區北部省的一个市镇，位于该省中部，属于里尔区和里尔欧洲都会区。里爾機場位于其境内。

## 地理
莱坎（50°35'23"N, 3°6'40"E）面积8.41 平方千米，位于法国上法蘭西大區北部省，该省份为法国最北部的省份及最长的省份，西北濒北海，西接加来海峡省，南至埃纳省和索姆省，东与比利时接壤。
与莱坎接壤的市镇（或旧市镇、城区）包括：勒泽讷、旺德维尔、法什-蒂梅尼勒、弗勒坦、龙尚、梅朗图瓦地区桑甘。
莱坎的时区为UTC+01:00、UTC+02:00（夏令时）。

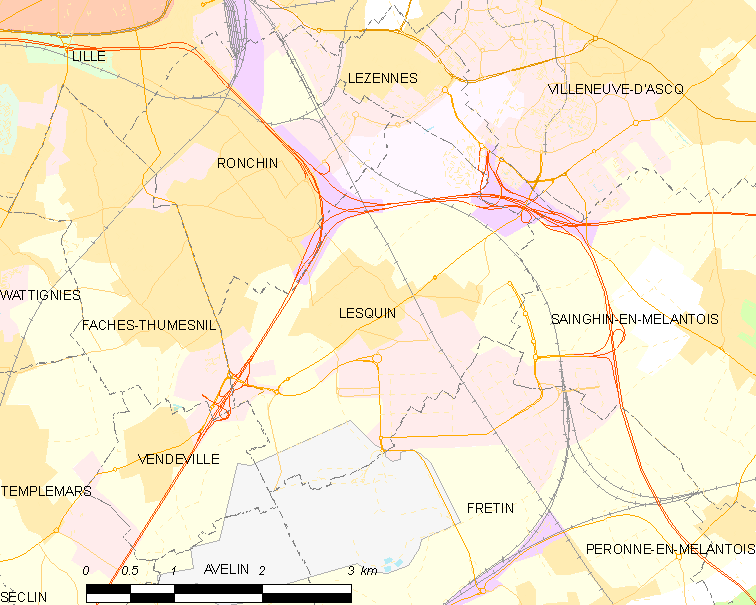
莱坎的OSM定位图

## 行政
莱坎的邮政编码为59810，INSEE市镇编码为59343。

## 政治
莱坎所属的省级选区为佩韦勒地区唐普勒沃县。

## 人口

1962-2008年间莱坎人口变化图示

莱坎于2022年1月1日时的人口数量为9356人。